# Флоренс П'ю
Флоренс П'ю (англ. Florence Pugh; нар. 3 січня 1996, Оксфорд, Англія, Велика Британія) — британська акторка, співачка та авторка пісень. Дебютувала в кіно 2014 року в драматичному фільмі «Падіння». У 2016 році зіграла головну роль молодої нареченої в незалежній драмі «Леді Макбет», завдяки якій здобула визнання та Премію британського незалежного кіно. Згодом отримала схвальні відгуки за головну роль у мінісеріалі «Маленька барабанщиця» (2018).
Кар'єрний прорив П'ю відбувся у 2019 році, коли вона зіграла реслерку Пейдж у біографічному спортивному фільмі «Боротьба з моєю родиною», зневірену американку у фільмі жахів «Сонцестояння» та Емі Марч у драматичному фільмі «Маленькі жінки». За останню роль була номінована на премії «Оскар» і BAFTA. На Каннському кінофестивалі 2019 П'ю здобула нагороду «Відкриття року».
Виконує роль Олени Бєлової в кінематографічній франшизі Marvel, починаючи з фільму «Чорна вдова» (2021). 2022 року знялася в трилері «Не хвилюйся, серденько» і драмі «Диво», озвучила Золотоволоску в мультфільмі «Кіт у чоботях: Останнє бажання». Також зіграла Джин Татлок у біографічному фільмі «Оппенгеймер» (2023), її найкасовішому фільмі, та принцесу Ірулен у картині «Дюна: Частина друга» (2024).

## Життєпис

### Ранні роки
Народилася в Оксфорді, Велика Британія, у родині ресторатора Клінтона П'ю і танцюристки Дебори Мекін. Має старшу сестру Арабеллу, яка працює акторкою в Лондоні, брата Тобі Себастіана, відомого роллю в серіалі «Гра престолів», та молодшу сестру Рафаелу. З 3 до 6 років Флоренс жила в Андалусії, Іспанія. Навчалася спочатку в школі для дівчат Вічвуд, а потім у Школі Святого Едуарда.

### Перші ролі (2014—2018)
Ще навчаючись у шостому класі, П'ю отримала свою дебютну роль у драматичному фільмі «Падіння» (2014), втіливши підлітку разом із Мейсі Вільямс. Ця роль привернула увагу кінокритиків: П'ю номінували на премії Лондонського кола кінокритиків і Лондонського кінофестивалю. У вересні 2015 року приєдналася до акторського складу стрічки «Леді Макбет» — екранізації нарису Миколи Лєскова. У 2016 була залучена до драматичного кримінального серіалу «Марчелла». Того ж року в Шотландії почались зйомки горору «Тиша», де П'ю виконувала головну роль. Окрім того, акторка знімалася в трилері «Пасажир».
У 2017 стало відомо, що П'ю отримала головну роль Пейдж у комедійній драмі Стівена Мерчанта про життя відомої британської реслерки. Того ж року повідомили, що вона зіграє у фільмі Девіда Макензі, у якому також знімається Кріс Пайн. У липні 2018 року П'ю отримала роль у фільмі «Сонцестояння».

### Кар'єрний прорив і визнання (2019–дотепер)
2019 року Флоренс П'ю здобула міжнародне визнання, знявшись у трьох відомих фільмах. Першим стала комедійна драма «Боротьба з моєю родиною», у якій вона втілила рестлерку Пейдж. Прем'єра картини відбулася на кінофестивалі «Санденс» і була позитивно сприйнята. Джеффрі Макнаб із The Independent писав, що П'ю виглядає абсолютно переконливо в ролі реслерки і продемонструвала той же неохайний гламур і самопринижуючий гумор, що і Пейдж у реальному житті. Потім П'ю зіграла в хорорі Арі Астера «Сонцестояння», сюжет якого розгортається навколо американської пари, що вирушає в подорож до Швеції, де стикається із загадковим культом. Девід Едельштейн із Vulture назвав образ П'ю у фільмі «дивовижно яскравим». Останнім фільмом 2019 року за участю акторки стала історична драма Ґрети Ґервіґ «Маленькі жінки», екранізація однойменного роману Луїзи Мей Олкотт. П'ю зіграла Емі Марч і розповідала, що її героїня перебуває у приємному стані через те, що не знає, як упоратися зі своїми емоціями. Фільм отримав визнання й зібрав у прокаті 209 млн доларів. Журналіст The Hollywood Reporter Девід Руні хвалив П'ю за гумор, норовливість і те, як вона справляється з хитрими протиріччями героїні. За цю роль акторка отримала номінації на BAFTA та «Оскар» за найкращу жіночу роль другого плану.
2021 року П'ю зіграла шпигунку Олену Бєлову у фільмі кіновсесвіту Marvel «Чорна вдова». За словами акторки, фільм був присвячений тому, як дівчат крадуть з усього світу. Картина отримала позитивні відгуки, які хвалили гру П'ю. На думку оглядачки BBC Culture Карін Джеймс, П'ю зробила Бєлову яскравою особистістю у фільмі, більш живою, ніж багато екшн-героїнь. Того ж року П'ю знову втілила Олену Бєлову в мінісеріалі Disney+ «Соколине око».
2022 року знялася в трилері Олівії Вайлд «Не хвилюйся, серденько» і драмі «Диво», екранізації однойменного роману Емми Доног'ю. Прем'єра картини «Не хвилюйся, серденько» відбулася на 79-му Венеціанському кінофестивалі. За словами критики, гра акторки перевершила фільм. У «Диві» П'ю зіграла медсестру, яку відправляють розслідувати нібито надприродне релігійне диво. Останнім фільмом 2022 року стала анімаційна стрічка DreamWorks «Кіт у чоботях 2: Останнє бажання», у якій П'ю озвучила Золотоволоску. Мультфільм зібрав у прокаті понад 480 млн доларів.
2023 року втілила дівчину, що вижила в автокатастрофі, у драмі Зака Браффа «Гарна людина». Фільм також став першим продюсерським проєктом П'ю. Замість того, щоб носити перуку, П'ю обстригла волосся для ролі. Окрім цього, акторка написала та виконала дві пісні — «The Best Part» та «I Hate Myself», — які стали саундтреками фільму. У байопіку Крістофера Нолана «Оппенгеймер» з Кілліаном Мерфі в головній ролі зіграла Джин Татлок, членкиню Комуністичної партії США. За словами рецензента журналу Empire Дена Джоліна, П'ю витончено домінує у своїх сценах. «Опенгеймер» зібрав у прокаті понад 958 млн доларів і став найкасовішим фільмом у кар'єрі акторки.
2024 року вийшов науково-фантастичний фільм «Дюна: Частина друга», продовження науково-фантастичного фільму 2021 року, у якому П'ю зіграла принцесу Ірулан. Наступним проєктом за участі акторки став романтичний фільм «Час жити», де вона виконала головну роль разом з Ендрю Гарфілдом. Заради ролі у фільмі акторка поголилася налисо. Також вона зіграє Кеті Еймс у мінісеріалі за романом Джона Стейнбека «На схід від Едему». Окрім цього, заплановані зйомки в науково-фантастичній стрічці «Доллі» та екранізації роману Ніти Проуз «Служниця». П'ю повернулась до ролі Олени Бєлової у супергеройському фільмі від Marvel «Громовержці», який вийшов 2025 року.

## Інша діяльність
У 2013—2016 роках виконувала кавер-версії пісень під ім'ям Флоссі Роуз на YouTube. П'ю заспівала зі своїм братом пісню «Midnight», що вийшла 15 травня 2021 року. У 2020 році вона взяла участь в ініціативі Acting for a Cause, де наживо читала п'єсу Кеннета Лонергана «This Is Our Youth», щоб допомогти зібрати кошти для некомерційної організації Entertainment Industry Foundation у рамках боротьби з наслідками пандемії COVID-19.

## Образ

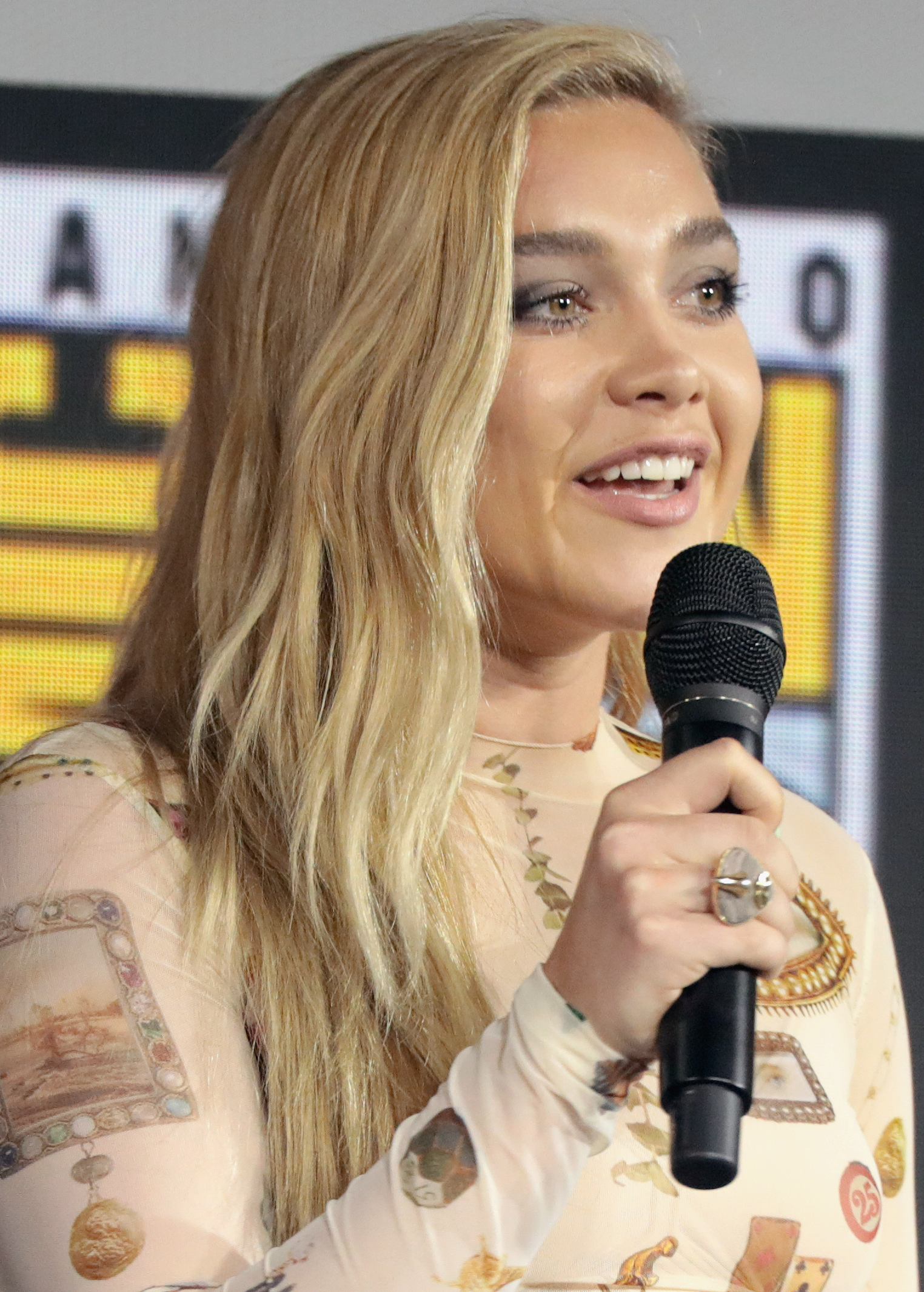
На фестивалі San Diego Comic-Con у 2019 році

Відома стильними образами. Зокрема, модні журнали Harper's Bazaar і британський Vogue описали її вибір одягу як «сміливий», «зухвалий» та «унікальний». На показі кутюрної колекції Valentino у 2022 році одягла прозору рожеву сукню, яка викликала негативну реакцію через неприкриті груди. У відповідь П'ю опублікувала в Instagram пост, ставши на захист свого вибору та свого тіла. Через рік вона одягла іншу прозору сукню на захід Valentino.
У 2019 році П'ю увійшла до списку Forbes 30 Under 30 — тридцяти найвпливовіших людей Європи у віці до 30 років. У 2021 році журнал Time додав її до списку 100 Next, куди входять висхідні зірки і лідери-початківці у своїх галузях діяльності. 2023 року увійшла до писку лідерів наступного покоління від Time. У 2022 році, за підсумками опитування аудиторії журналу Empire, була визнана однією з 50 найкращих акторів та акторок усіх часів. Журнал визнав П'ю однією з найкращих акторок свого покоління та обґрунтував її успіх тим, що вона здатна викликати емпатію до своїх персонажок.

## Особисте життя
У 2019—2022 роках зустрічалася з американським актором і режисером Заком Браффом. Пара познайомилася під час зйомок короткометражки «Час, необхідний, щоб дістатися туди», режисером якої був Брафф. Разом вони жили в Лос-Анджелесі.
В 2023 році Флоренс П'ю зустрічалася з фотографом Чарлі Гучем .

## Фільмографія

### Фільми
| Рік  |    | Українська назва                 | Оригінальна назва                 | Роль                  |
| ---- | -- | -------------------------------- | --------------------------------- | --------------------- |
| 2014 | ф  | Падіння                          | The Falling                       | Еббі Мортімер         |
| 2015 | кф |                                  | Paradise Lost?                    | Єва                   |
| 2016 | ф  | Леді Макбет                      | Lady Macbeth                      | Кетрін                |
| 2018 | ф  | Пасажир                          | The Commuter                      | Гвен                  |
| 2018 | ф  | Король поза законом              | Outlaw King                       | Єлизавета Бурґ        |
| 2018 | ф  | Злостивість                      | Malevolent                        | Анжела Саєрс          |
| 2018 | кф |                                  | Leading Lady Parts                | у ролі самої себе     |
| 2019 | ф  | Боротьба з моєю родиною          | Fighting with My Family           | Сарая «Пейдж» Бевіс   |
| 2019 | кф |                                  | In the Time it Takes to Get There | Люсіль                |
| 2019 | ф  | Сонцестояння                     | Midsommar                         | Дані                  |
| 2019 | ф  | Маленькі жінки                   | Little Women                      | Емі Марч              |
| 2020 | кф |                                  | Father of the Bride Part 3(ish)   | Меган Бенкс           |
| 2021 | ф  | Чорна вдова                      | Black Widow                       | Олена Бєлова          |
| 2022 | ф  | Не хвилюйся, люба                | Don't Worry Darling               | Аліса                 |
| 2022 | ф  | Диво                             | The Wonder                        | Ліб Райт              |
| 2022 | мф | Кіт у чоботях 2: Останнє бажання | Puss in Boots: The Last Wish      | Золотоволоска (голос) |
| 2023 | ф  | Гарна людина                     | A Good Person                     | Елісон                |
| 2023 | ф  | Оппенгеймер                      | Oppenheimer                       | Джин Татлок           |
| 2023 | а  | Хлопчик і чапля                  | 君たちはどう生きるか              | Кіріко (англ. дубляж) |
| 2024 | ф  | Дюна: Частина друга              | Dune: Part Two                    | Принцеса Ірулан       |
| 2024 | ф  | Час жити                         | We Live in Time                   | Альма                 |
| 2025 | ф  | Громовержці*                     | Thunderbolts*                     | Олена Бєлова          |
| 2026 | ф  | Месники: Судний день             | Avengers: Doomsday                | Олена Бєлова          |
| 2026 | ф  | Дюна: Частина третя              | Dune: Part Three                  | Принцеса Ірулан       |

### Телебачення
| Рік  |    | Українська назва     | Оригінальна назва             | Роль                                           |
| ---- | -- | -------------------- | ----------------------------- | ---------------------------------------------- |
| 2015 | тф | Місто звуку          | Studio City                   | Кет                                            |
| 2016 | с  | Марчелла             | Marcella                      | Кара Томас (3 епізоди)                         |
| 2018 | тф | Король Лір           | King Lear                     | Корделія                                       |
| 2018 | с  | Маленька барабанщиця | The Little Drummer Girl       | Чарміан "Чарлі" Росс (6 епізодів)              |
| 2020 | с  |                      | Acting for a Cause            | Джессіка Голдман (Епізод: "This is Our Youth") |
| 2021 | с  | Соколине око         | Hawkeye                       | Олена Бєлова (3 епізоди)                       |
| 2022 | с  |                      | Running Wild with Bear Grylls | у ролі самої себе (Епізод: "Florence Pugh")    |
| 2025 | мс | Marvel Зомбі         | Marvel Zombies                | Олена Бєлова                                   |
| 2026 | с  | На схід від Едему    | East of Eden                  | Кеті Еймс                                      |

## Нагороди та номінації
| Рік  | Нагорода                                   | Категорія                                       | Фільм                 | Результат   |
| ---- | ------------------------------------------ | ----------------------------------------------- | --------------------- | ----------- |
| 2014 | Лондонський кінофестиваль                  | Найкращий британський дебютант                  | «Падіння»             | Номінація   |
| 2016 | Премія Лондонського кола кінокритиків      | Молодий британський/ірландський виконавець року | «Падіння»             | Номінація   |
| 2017 | Премія Дублінського кола кінокритиків      | Найкраща жіноча роль                            | «Леді Макбет»         | Перемога    |
| 2017 | Дублінський міжнародний кінофестиваль      | Найкраща жіноча роль                            | «Леді Макбет»         | Перемога    |
| 2017 | Jameson Dublin International Film Festival | Найкраща жіноча роль                            | «Леді Макбет»         | Перемога    |
| 2017 | Кінофестиваль у Монтклері                  | Спеціальний приз журі                           | «Леді Макбет»         | Перемога    |
| 2017 | Премія Європейської кіноакадемії           | Найкраща акторка                                | «Леді Макбет»         | Номінація   |
| 2017 | Премія британського незалежного кіно       | Найкраща акторка                                | «Леді Макбет»         | Перемога    |
| 2018 | Імперія                                    | Найкраща дебютантка                             | «Леді Макбет»         | Номінація   |
| 2018 | Премія БАФТА у кіно                        | Висхідна зірка                                  |                       | Номінація   |
| 2019 | БАФТА Шотландія                            | Найкраща акторка                                | «Король поза законом» | Номінація   |
| 2019 | Спілка кінокритиків Бостона                | Найкраща акторка другого плану                  | «Маленькі жінки»      | Друге місце |
| 2019 | Спілка кінокритиків Бостона                | Найкращий акторський склад                      | «Маленькі жінки»      | Перемога    |
| 2019 | Каннський кінофестиваль                    | Трофей Шопар                                    |                       | Перемога    |
| 2019 | Асоціація кінокритиків Чикаго              | Найкраща акторка другого плану                  | «Маленькі жінки»      | Перемога    |
| 2020 | Оскар                                      | Найкраща жіноча роль другого плану              | «Маленькі жінки»      | Номінація   |
| 2020 | Премія БАФТА у кіно                        | Найкраща жіноча роль другого плану              | «Маленькі жінки»      | Номінація   |
| 2020 | AACTA                                      | Найкраща жіноча роль другого плану              | «Маленькі жінки»      | Номінація   |
| 2020 | Вибір критиків                             | Найкраща жіноча роль другого плану              | «Маленькі жінки»      | Номінація   |
| 2020 | Вибір критиків                             | Найкращий акторський склад                      | «Маленькі жінки»      | Номінація   |
| 2023 | Премія Гільдії кіноакторів                 | Найкращий акторський склад в ігровому кіно      | «Оппенгеймер»         | Перемога    |